# Чистов, Алексей Иванович
Алексе́й Ива́нович Чисто́в (1867 — 14 марта 1942) — член IV Государственной Думы от Московской губернии.

## Биография
Православный, крестьянин села Жегалова Осеевской волости Богородского уезда.
Получил домашнее образование. В 13 лет поступил учеником на мануфактурную фабрику в отделение по отделке и упаковке товара, до призыва на военную службу в 1871 году в течение двух лет был старшим приказчиком.
На военной службе был старшим писарем. Выйдя из военной службы, состоял сельским старостой и волостным старшиной (1894—1899). Занимался земледелием (28 десятин надельной земли). Участвовал в качестве счетчика в первой переписи населения 1897 года. До избрания в Думу 12 лет работал мастером-мыловаром, в том числе на заводе своих родных братьев Чистовых в Щелкове.
В 1906 году на выборах в I Государственную думу был избран уполномоченным от волости. В 1910—1912 годах был заведывающим военно-конским участком. В 1912 году был избран в присяжные заседатели для присутствования в судебных заседаниях временного отделения Московского окружного суда.
В октябре 1912 был избран в члены Государственной думы от Московской губернии съездом уполномоченных от волостей. Входил во фракцию прогрессистов. Состоял членом комиссий: по рабочему вопросу, о путях сообщения, бюджетной, по запросам, по исполнению государственной росписи доходов и расходов, сельскохозяйственной. Был членом Прогрессивного блока до 31 октября 1916, когда фракция прогрессистов покинула блок.
После Февральской революции был избран в Совет министра земледелия по продовольствию, в марте 1917 был комиссаром Временного комитета Государственной думы и Временного правительства по сопровождению великого князя Николая Николаевича в Ливадию. Прибыв в Ялту, принял участие в заседании Ялтинского комитета безопасности и разъяснил действия Временного правительства и ВКГД. 25 марта был командирован в качестве комиссара ВКГД для расследования дела о беспорядках на фарфоровой и фаянсовой фабриках «Товарищества И. Е. Кузнецова» в городе Волхове Новгородской губернии.
После Октябрьской революции жил в Жегалове. В 1929 году Чистов и его семья были раскулачены. Переехал в Москву, работал мыловаром на фабрике «Свобода». В том же году, по ходатайству односельчан, семью Чистовых восстановили в избирательных правах.
Погиб в 1942 году в результате несчастного случая: по дороге на станцию Щёлково получил удар в висок бревном, торчавшим из вагона проходящего поезда.
Похоронен на Жегаловском кладбище. Был женат на Ольге Ивановне Юховой, имел пятеро детей.